# Hal Fowler
Hal Folwer, född 1927, död 2000, var en amerikansk pokerspelare som vann World Series of Pokers main event 1979. Han betraktas som den förste icke professionelle spelaren som vunnit en världsmästerskap.